# クリストフ・メッセラー
クリストフ・メッセラー（Christoph Messerer、2001年11月10日 - ）は、オーストリア・ニーダーエスターライヒ州ノイレングバッハ出身のサッカー選手。元U-19オーストリア代表。SKNザンクト・ペルテン所属。ポジションはミッドフィールダー。

## 経歴

### クラブ
地元クラブのSVノイレングバッハでサッカーを始める。
2015-16シーズン、オーストリア・ブンデスリーガに属するSKNザンクト・ペルテンの育成部門に移籍する。
2019年3月、SKラピード・ウィーンⅡとの試合においてレギオナルリーガ（3部）でデビューする。同月、SCノイジードル・アム・ゼー戦でレギオナルリーガ（3部）初得点を記録する。
2019年4月、FKアウストリア・ウィーン戦においてオーストリア・ブンデスリーガ1部に属するトップチームのメンバー入り。同年9月、LASKリンツ戦においてオーストリア・ブンデスリーガデビューを飾る。2019-20シーズンでは、合計オーストリア・ブンデスリーガで11試合に出場し1得点を記録する。
2021年1月、オーストリア・ブンデスリーガ2部のSVホルンにレンタル移籍し、オーストリア・ブンデスリーガ2部で合計16試合に出場する。
2021-22シーズン、SKNザンクト・ペルテンに戻り、2022年5月に同クラブとの契約を2025年夏まで延長をした。

### オーストリア代表
2020年2月、クロアチア代表戦においてU-19オーストリア代表デビューを果たす。